# ヘラオヤモリ属
ヘラオヤモリ属（ヘラオヤモリぞく、Uroplatus）はヤモリ科に属する属。マダガスカル島とノシ・ベなどその付近の島々に分布する。森林に生息し、昆虫を捕食する夜行性の種が分類される。

## 分類と名称
2013年に行われた研究では、少なくとも11の未記載種があることが示唆され、いくつかの種は後に正式に記載された。種の境界をより明確にするために、研究者たちは核型分析を試みた。結果的に、染色体の形状が二つの形状間の過渡的な進化段階にあることが示唆された。属名はギリシア語の「ourá (尾)」と「platys (平たい)」をラテン語化した言葉に由来する。

## 形態
最大種は全長30cmを超えるテイオウヘラオヤモリ、最小種は全長10cm程のエベノーヘラオヤモリ。大型種は現生有羊膜類の中で最も多くの縁歯を持つ。特徴的な喉頭気管は、単系統性の証拠となっている。その他の特徴としては、複数の腹肋に似た構造であるinscriptional ribs、自切面の制限、肺の指状憩室などがある。趾下薄板は発達する。体色は灰褐色から黒、茶色で、枯葉や樹皮に似た模様があり、これにより周りの環境に擬態する。葉に擬態する種は小型種が多く、尾が木の葉のような菱形になっている。樹皮に擬態する種は大型種が多く、体側面や尾に襞があり、木の幹に張り付いた際に輪郭を目立たなくさせる効果がある。オーストラリアのコノハヤモリ属やユウレイコノハヤモリ属に似ているが、これは収斂進化である。頭骨は強く骨化し、歯の数が非常に多く、初期の二次口蓋がある。

## 生態
多くの種が湿度の高い森林に生息するが、砂漠地帯に囲まれた森林や竹林に生息する種もいる。樹上棲だが樹冠部から地面から100cm程の高さの幹等、同じ樹上棲でも生息する環境は異なる。完全に夜行性であり、大型種は日中のほとんどの時間木の幹に頭を下にして張り付き休んでいる。小型種は茂みや小木で小枝や葉に擬態して過ごす。肉食性であり、昆虫やその他の節足動物、時には小型のトカゲも捕食する。枝や幹から地上にいる獲物に向かって飛びかかり捕食する種もいる。繁殖形態は卵生で、1回に2個ずつの卵を数回に分けて産む。

## 分類
25種が分類されている。和名は中井(2020)を参考。
- Uroplatus alluaudi Mocquard, 1894 アリューヘラオヤモリ (Northern leaf-tail gecko)
- Uroplatus ebenaui (Boettger, 1879) エベノーヘラオヤモリ (Spearpoint leaf-tail gecko)
- Uroplatus fangorn Ratsoavina, Ranjanaharisoa, Glaw, Raselimanana, Rakotoarison, Vieites, Hawlitschek, Vences & Scherz, 2020
- Uroplatus fetsy Ratsoavina, Scherz, Tolley, Raselimanana, Glaw & Vences, 2019 フェテシヘラオヤモリ (Ankarana leaf-tailed gecko)
- Uroplatus fiera Ratsoavina, Ranjanaharisoa, Glaw, Raselimanana, Miralles & Vences, 2015 フィエラヘラオヤモリ
- Uroplatus fimbriatus (Schneider, 1797) フリンジヘラオヤモリ (Common leaf-tail gecko)
- Uroplatus finaritra Ratsoavina, Raselimanana, Scherz, Rakotoarison, Razafindraibe, Glaw & Vences, 2019 フィナリトラヘラオヤモリ (Finaritra leaf-tailed gecko)
- Uroplatus finiavana Ratsoavina, Louis, Crottini, Randrianiaina, Glaw & Vences, 2011 フィニアバナヘラオヤモリ (Mount Ambre leaf-tailed gecko)
- Uroplatus fivehy Ratsoavina, Ranjanaharisoa, Glaw, Raselimanana, Rakotoarison, Vieites, Hawlitschek, Vences & Scherz, 2020 (Sorata leaf-tailed gecko)
- Uroplatus fotsivava Ratsoavina, Gehring, Scherz, Vieites, Glaw & Vences, 2017 シロクチヘラオヤモリ
- Uroplatus garamaso Glaw, Köhler, Ratsoavina, Raselimanana, Crottini, Gehring, Böhme, Scherz & Vences, 2023[13]
- Uroplatus giganteus Glaw, Kosuch, Henkel, Sound & Böhme, 2006 テイオウヘラオヤモリ (Giant leaf-tail gecko)
- Uroplatus guentheri Mocquard, 1908 ギュンターヘラオヤモリ (Günther's flat-tail gecko)
- Uroplatus henkeli Böhme & Ibisch, 1990 スベヒタイヘラオヤモリ (Frilled leaf-tail gecko)
- Uroplatus kelirambo Ratsoavina, Gehring, Scherz, Vieites, Glaw & Vences, 2017 ホソオヘラオヤモリ (Madagascar leaf-tailed gecko)
- Uroplatus lineatus (A.M.C. Duméril & Bibron, 1836) スジヘラオヤモリ (Lined leaf-tail gecko)
- Uroplatus malahelo Nussbaum & Raxworthy, 1994 マラヘロヘラオヤモリ (Malahelo Forest leaf-tailed gecko)
- Uroplatus malama Nussbaum & Raxworthy, 1995 マラマヘラオヤモリ
- Uroplatus phantasticus (Boulenger, 1888) エダハヘラオヤモリ (Satanic leaf-tail gecko)
- Uroplatus pietschmanni Böhle & Schönecker, 2003 トゲヘラオヤモリ (Cork-bark leaf-tail gecko)
- Uroplatus sameiti Böhme & Ibisch, 1990 ノシボラハヘラオヤモリ (Southeastern lowland leaf-tailed gecko)
- Uroplatus sikorae (Boettger, 1913) ヤマビタイヘラオヤモリ (Mossy leaf-tail gecko)

## 人間との関係
生息地では悪魔の使いと見なされて忌み嫌われていることもある。ペットとして飼育されることもあり、日本にも輸入されている。数種は飼育下での繁殖にも成功しているため繁殖個体が流通することもあるが、主に野生個体が流通の大半を占める。流通量はそれほど多くないが、森林伐採や生息地の喪失により絶滅の危機に瀕している。種の判別が難しいため、個体数の少ない種が誤って輸出されることもある。マダガスカルにおける生息地の破壊と森林伐採、ペット目的の採集が主な脅威となっている。世界自然保護基金は、違法な野生生物取引によって脅かされている動物のリストに本属を挙げており、国際的なペット取引のために多くの個体が捕獲され、販売されているという。属単位でワシントン条約付属書II類に掲載されている。

## 画像

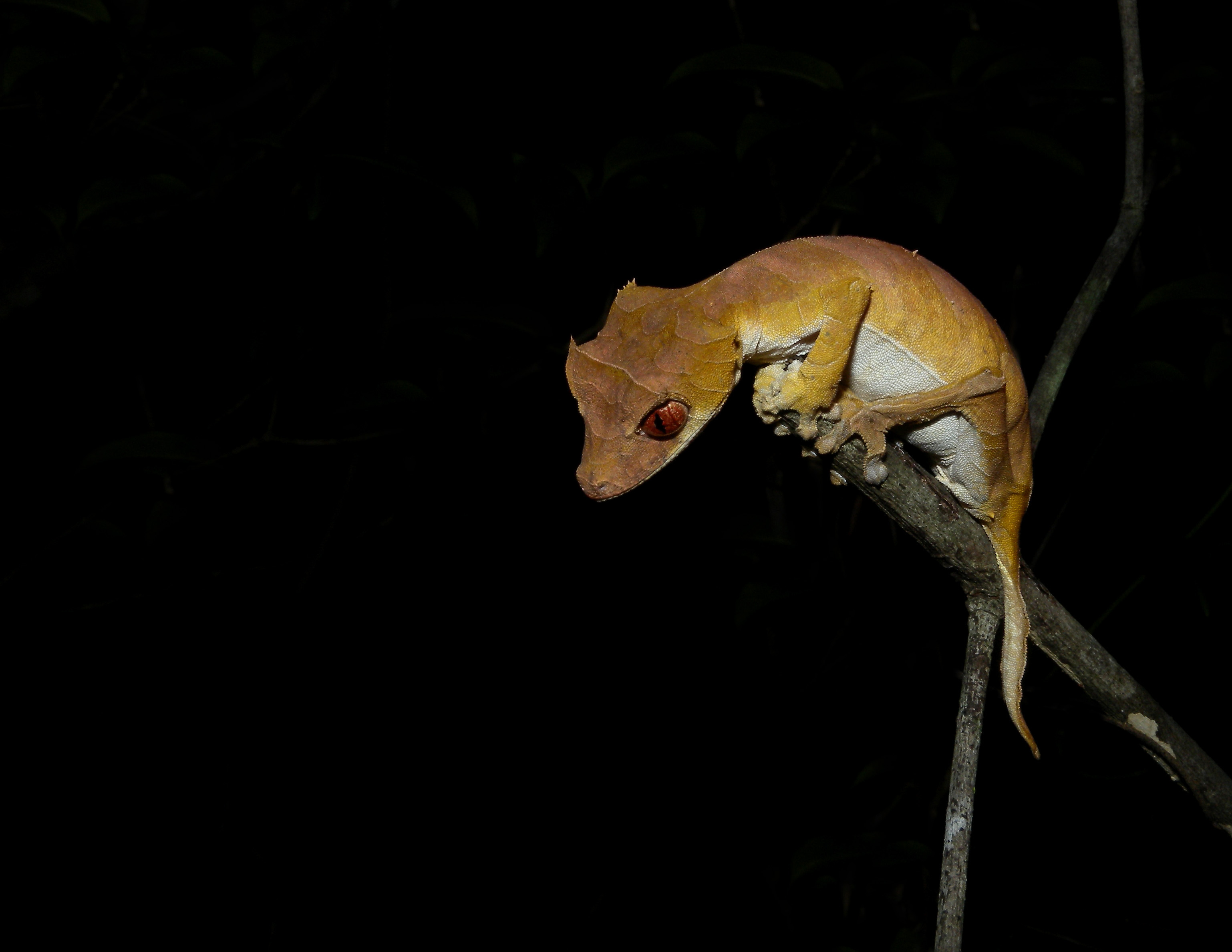
エベノーヘラオヤモリ U. ebenaui
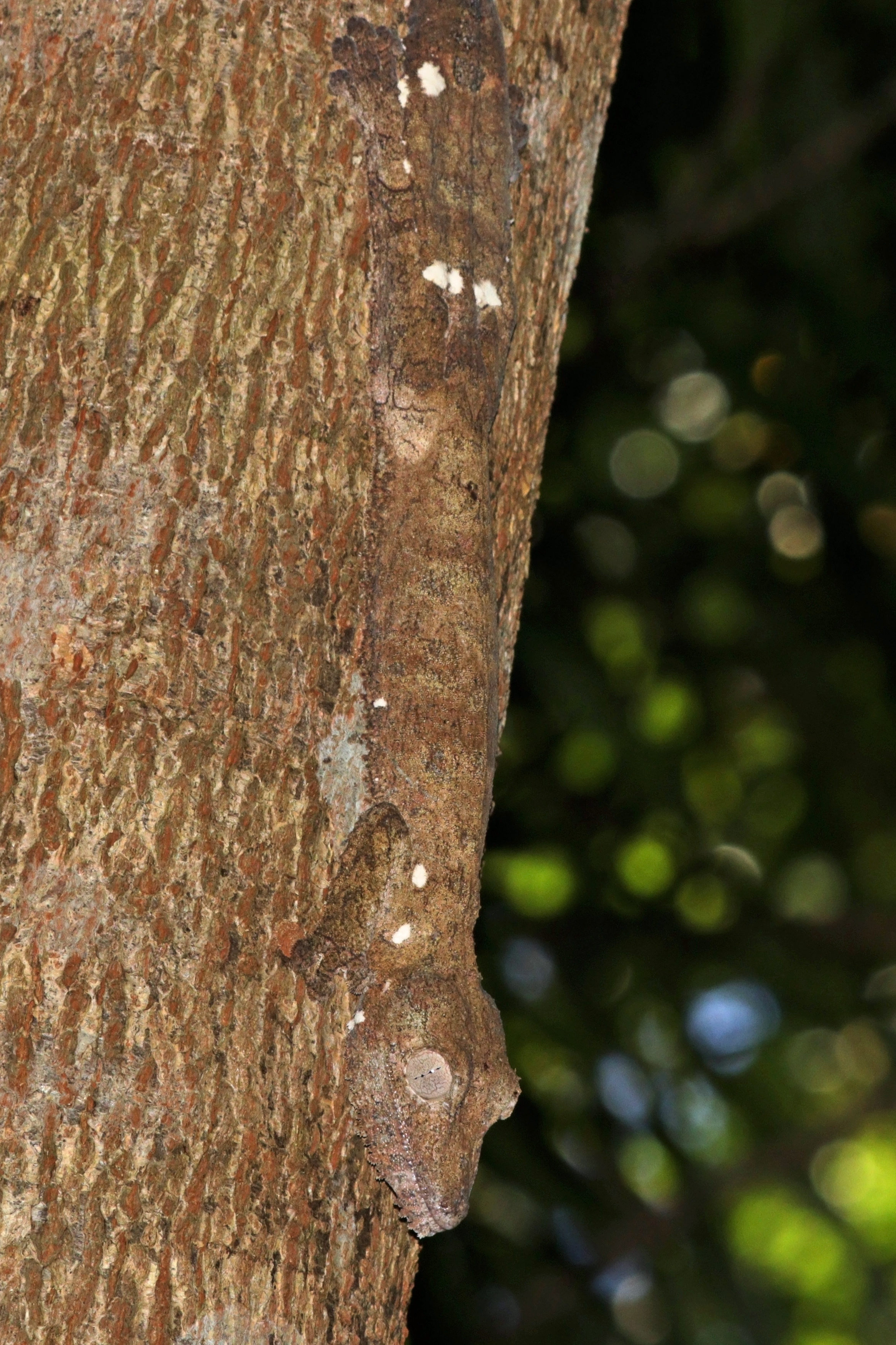
スベヒタイヘラオヤモリ U. henkeli
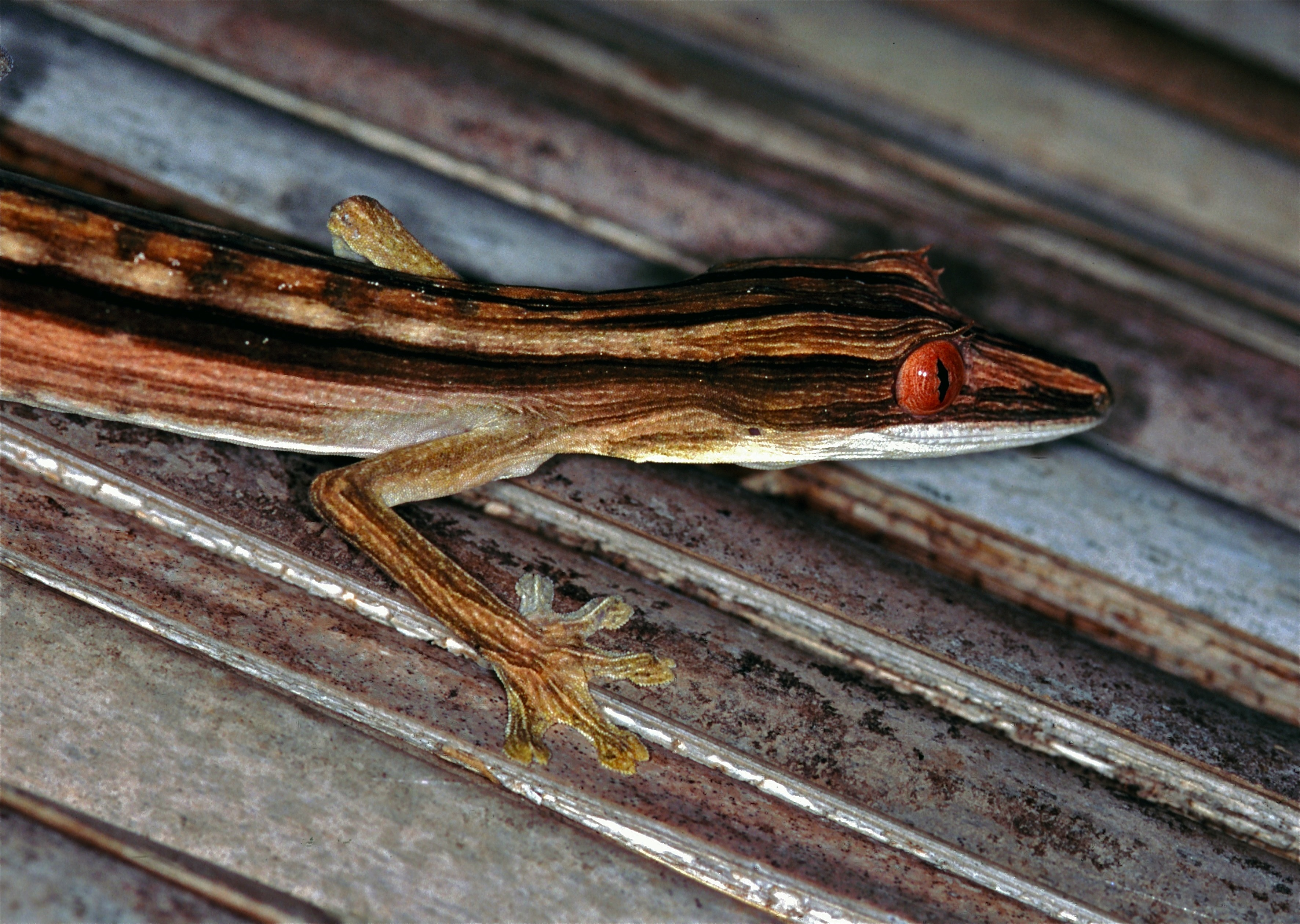
スジヘラオヤモリ U. lineatus
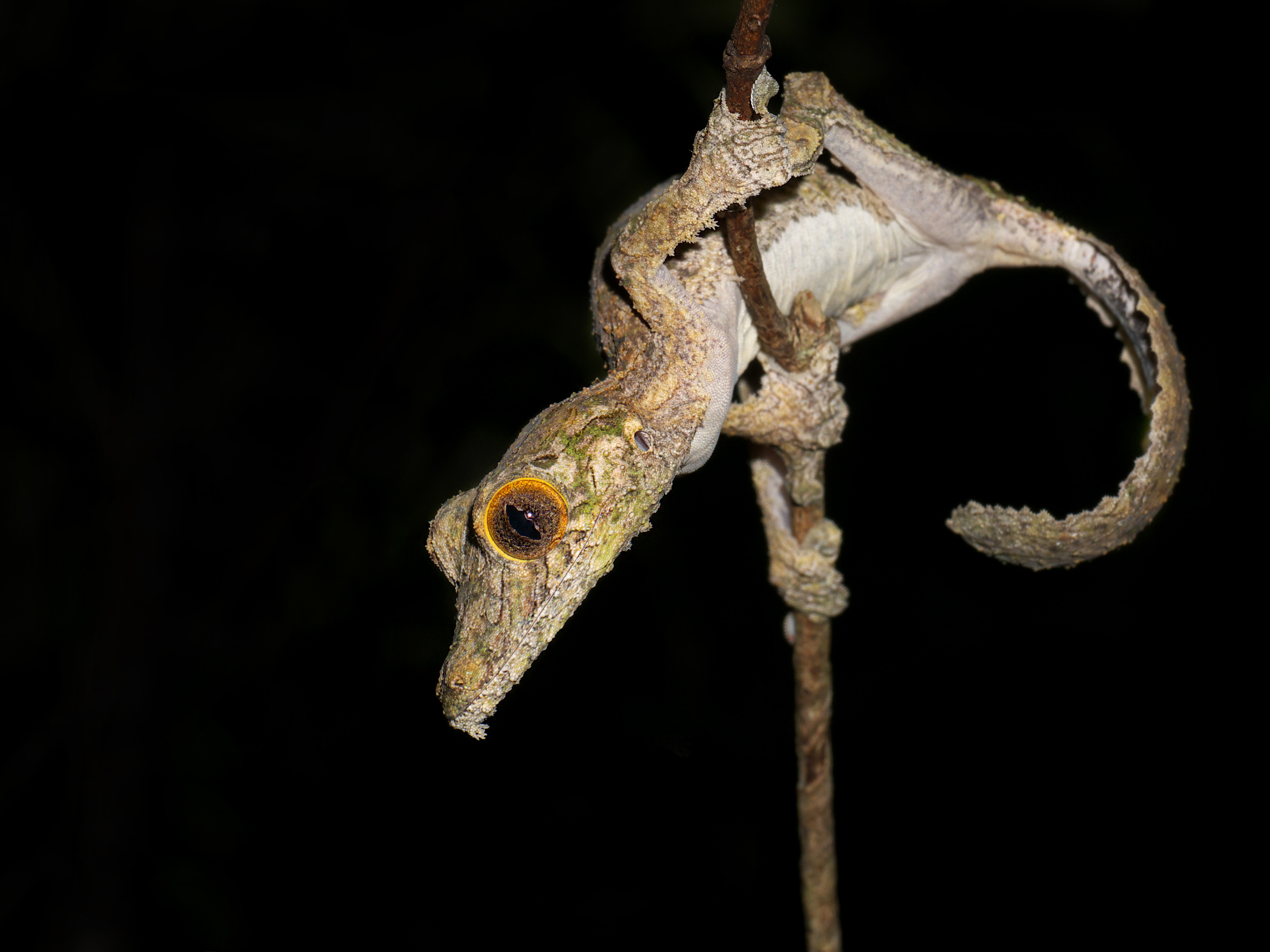
ヤマビタイヘラオヤモリ U. sikorae